# Yampi Lass
„Yampi Lass” – australijski okręt pomocniczy służący w Royal Australian Navy (RAN) w latach 1942-1943.

## Historia
Drewnianokadłubowa szalanda „Yampi Lass” została zbudowana w 1912 w stoczni A. E. Brown, koszt jej konstrukcji wyniósł 2500 ówczesnych funtów.  Kadłub statku zrobiony był z Eucalyptus marginata popularnie znanego w Australii jako jarrah.  Statek liczył 63 stopy (19,20 m) długości, 16 stóp (4,87 m) szerokości, jego zanurzenie wynosiło 3 stopy i 6 cali (1,06 m).  Napęd początkowo stanowiły dwa silniki o mocy 36 KM każdy, napędzające dwie śruby, później wymienione na dwa silniki wysokoprężne Rushton o mocy 40 KM każdy.  Prędkość maksymalna wynosiła 7 węzłów.  Pojemność brutto statku wynosiła 45 ton, a net tonnage wynosiła 28,35.  Nazwa statku pochodzi od cieśniny Yampi Sound, samo słowo yampi w jednym z aborygeńskich języków oznacza „słodka woda”.
Według książki For Those in Peril statek został zbudowany na zamówienie Broken Hill Company, z dokumentów rejestracyjnych statku wynika raczej, że statek powstał na zamówienie firmy Yampi Sound Mining Company, a artykuły prasowe z epoki sugerują, iż początkowo należał do browaru Swan Brewery Company.
Statek należał między innymi do browaru Swan Brewery Company gdzie służył jako „S.B.C”, w tej roli statek transportował piwo, oraz pod nazwą „Yampi Lass” do Yampi Sound Mining Companygdzie służył jako statek zaopatrzeniowy kopalni żelaza na Koolan Island.  W momencie jego zarekwirowania przez RAN należał do Swan Brewery Company i nazywał się „S.B.C”.
Po wybuchu wojny statek został zarekwirowany przez RAN 23 stycznia 1942 i wysłany do Darwin, gdzie służył pod swoją poprzednią nazwą „Yampi Lass” jako lichtuga w bazie HMAS „Melville”.
„Yampi Lass” zatonął w sztormie 11 kwietnia 1943, poprzednim właścicielom została wypłacona rekompensata w wysokości 2230 funtów i 10 szylingów.  Po wojnie wrak został wydobyty, cenny kadłub z jarrah i silniki zostały zakupione przez komendanta bazy morskiej w Darwin za 15 funtów i 10 szylingów.